# トゥエンティグランド
トゥエンティグランド（Twenty Grand、1928年 - 1948年3月2日）は、アメリカ合衆国で生産・調教されたサラブレッドの競走馬。1931年のアメリカ競馬において、クラシック二冠などの活躍で年度代表馬となった。1957年にアメリカ競馬殿堂入りを果たしている。

## 経歴
グリーンツリーステーブルで生まれ、ジェームズ・ロウ・ジュニア調教師に預けられた馬である。2歳シーズン、1930年4月30日にジャマイカ競馬場でデビュー戦を迎え、これを勝利で飾った。
このシーズンの5戦目にジュニアチャンピオンステークスに出走した。この競走で、当時既に7勝を挙げていた注目馬エクイポイズが1番人気に推されていたが、トゥエンティグランドはこれを1馬身差で破った。続くケンタッキージョッキークラブステークス（チャーチルダウンズ競馬場・ダート1マイル）でも両者は対戦、ここではトゥエンティグランドが1分36秒のレコードタイムを出してエクイポイズを破るが、その次走ピムリコフューチュリティではエクイポイズに先着を許してしまった。
翌年もまたエクイポイズとの対決が待っているものと思われていたが、エクイポイズは年初に負った怪我によって力を失くしており、クラシック路線にこそ参戦したものの能力を発揮しきらないまま休養に回ったため、対戦機会は少なかった。代わって3歳シーズンのトゥエンティグランドのライバルとなったのが、2歳末のウォルデンハンデキャップでトゥエンティグランドを破ったメイトであった。
この年、プリークネスステークスはケンタッキーダービーの前週に行われていた。トゥエンティグランドはその前週にウッドメモリアルステークスに勝ち、クラシック本番第1戦を1番人気で迎えた。しかし、この競走でメイトの2着に敗れ、早くも三冠馬の称号を得る権利を失った。
翌週に行われたケンタッキーダービーは、その鬱憤を晴らすかのように2着に4馬身の差をつけて、コースレコードの2分01秒8のタイムで優勝した。翌月のベルモントステークスも制し、惜しくも三冠こそ逃したものの、二冠馬の称号を得るに到った。
この年はその後も快進撃を続け、アーリントンクラシックステークスこそ再びメイトに敗れるものの、それ以外のトラヴァーズステークスやローレンスリアライゼーションステークスでは快勝を繰り広げ、9月のサラトガカップでは2着以下に10馬身の差をつける圧倒的な能力を見せ付けた。10月にはジョッキークラブゴールドカップにも優勝し、トゥエンティグランドはこの年の最優秀3歳牡馬、そして年度代表馬に選ばれた。
しかし、ジョッキークラブゴールドカップの後に脚を痛めてしまい、翌年も競走生活を続行したが、怪我の影響で良い結果は出なかった。この年2走を終えたところで引退、種牡馬入りした。

## 引退後
種牡馬入りしたものの、トゥエンティグランドは種付け能力が無かった。そのため、再度競走馬として復帰することとなった。
復帰の第1戦は1932年9月のベルモントパーク競馬場で行われた一般戦で、これに勝って復帰をアピールした。しかし翌戦では2着に敗れ、再び長期間の休養に入ることとなった。
2度目の復帰を果たしたのは、既に7歳になった1935年のことであった。復帰初戦を3着に終えた後のハンデキャップの一般戦で、トゥエンティグランドはかつてのライバルであったエクイポイズと再び出会った。既に競走能力の衰えていた両頭であったが、レースではエクイポイズが先着して1位に入線、トゥエンティグランドもそれに追いすがって2着に入った。ここでエクイポイズが失格になったため、繰り上がりでトゥエンティグランドが勝ちを得ることになった。これが7歳時の唯一の勝利であった。
その後イギリス遠征なども敢行しているが、これといった成績は残せずに再び引退した。その後は故郷のグリーンツリーステーブルで功労馬として過ごし、同じく引退していたジョリーロジャーやイースタンヒーロー、チェリーパイらの名馬たちとともに「ガスハウス・ギャング (Gashouse Gang) 」と呼ばれていた。1948年3月2日に腸捻転により死亡、29歳であった。遺骸は同牧場（現在のゲインズウェイファーム）の墓地に埋葬されている。
1957年、アメリカ競馬名誉の殿堂博物館は3歳時の戦績を表彰して、トゥエンティグランドを殿堂馬の一頭に加えている。ちなみに、同年に殿堂馬として選出された馬のなかに、かつてのライバル・エクイポイズも含まれていた。

## 評価

### 主な勝鞍
1930年（2歳）　8戦4勝
ジュニアチャンピオンステークス、ケンタッキージョッキークラブステークス
2着 - ピムリコフューチュリティ
1931年（3歳）　10戦8勝
ケンタッキーダービー、ベルモントステークス、ウッドメモリアルステークス、トラヴァーズステークス、ジョッキークラブゴールドカップ、ローレンスリアライゼーションステークス、サラトガカップ、ドワイヤーステークス
2着 - プリークネスステークス
1932年（4歳）　2戦1勝
1935年（7歳）　5戦1勝

### 年度代表馬
- 1931年 - 最優秀3歳牡馬、年度代表馬

### 表彰
- 1957年 - アメリカ競馬名誉の殿堂博物館に殿堂馬として選定される。
- 1999年 - ブラッド・ホース誌の選ぶ20世紀のアメリカ名馬100選において、第52位に選ばれる。

## 血統表
| トゥエンティグランドの血統（スウィンフォード系（エクリプス系） / Persimmon 3x5=15.63%、 St. Simon 4x5=9.38%、 Galliard 5x5=6.25%） | トゥエンティグランドの血統（スウィンフォード系（エクリプス系） / Persimmon 3x5=15.63%、 St. Simon 4x5=9.38%、 Galliard 5x5=6.25%） | トゥエンティグランドの血統（スウィンフォード系（エクリプス系） / Persimmon 3x5=15.63%、 St. Simon 4x5=9.38%、 Galliard 5x5=6.25%） | （血統表の出典） | （血統表の出典） |
| 父 St. Germans 1921 鹿毛 イギリス                                                                                                  | 父の父Swynford 1907 青鹿毛 イギリス                                                                                                | John O'Gaunt | Isinglass        | Isinglass        |
| 父 St. Germans 1921 鹿毛 イギリス                                                                                                  | 父の父Swynford 1907 青鹿毛 イギリス                                                                                                | John O'Gaunt | La Fleche        |                  |
| 父 St. Germans 1921 鹿毛 イギリス                                                                                                  | 父の父Swynford 1907 青鹿毛 イギリス                                                                                                | Canterbury Pilgrim | Tristan          | Tristan          |
| 父 St. Germans 1921 鹿毛 イギリス                                                                                                  | 父の父Swynford 1907 青鹿毛 イギリス                                                                                                | Canterbury Pilgrim | Pilgrimage       |                  |
| 父 St. Germans 1921 鹿毛 イギリス                                                                                                  | 父の母Hamoaze 1911 鹿毛 イギリス                                                                                                   | Torpoint | Trenton          | Trenton          |
| 父 St. Germans 1921 鹿毛 イギリス                                                                                                  | 父の母Hamoaze 1911 鹿毛 イギリス                                                                                                   | Torpoint | Doncaster Beauty |                  |
| 父 St. Germans 1921 鹿毛 イギリス                                                                                                  | 父の母Hamoaze 1911 鹿毛 イギリス                                                                                                   | Maid of The Mist | Cyllene          | Cyllene          |
| 父 St. Germans 1921 鹿毛 イギリス                                                                                                  | 父の母Hamoaze 1911 鹿毛 イギリス                                                                                                   | Maid of The Mist | Sceptre          |                  |
| 母 Bonus 1919 黒鹿毛 アメリカ | 母の父All Gold 1908 栗毛 イギリス                                                                                                  | Persimmon | St. Simon        | St. Simon        |
| 母 Bonus 1919 黒鹿毛 アメリカ | 母の父All Gold 1908 栗毛 イギリス                                                                                                  | Persimmon | Perdita II       |                  |
| 母 Bonus 1919 黒鹿毛 アメリカ | 母の父All Gold 1908 栗毛 イギリス                                                                                                  | Dame D'Or | Bend Or          | Bend Or          |
| 母 Bonus 1919 黒鹿毛 アメリカ | 母の父All Gold 1908 栗毛 イギリス                                                                                                  | Dame D'Or | Dame Masham      |                  |
| 母 Bonus 1919 黒鹿毛 アメリカ | 母の母Remembrance 1913 鹿毛 アメリカ                                                                                               | Broomstick | Ben Brush        | Ben Brush        |
| 母 Bonus 1919 黒鹿毛 アメリカ | 母の母Remembrance 1913 鹿毛 アメリカ                                                                                               | Broomstick | Elf              |                  |
| 母 Bonus 1919 黒鹿毛 アメリカ | 母の母Remembrance 1913 鹿毛 アメリカ                                                                                               | Forget | Exile            | Exile            |
| 母 Bonus 1919 黒鹿毛 アメリカ | 母の母Remembrance 1913 鹿毛 アメリカ                                                                                               | Forget | Forever F-No.5-g |                  |

## 備考
1. ↑  1934年当時のセントルイス・カージナルスに付けられていた愛称に因んでいる。